# Masato Ishida
Masato Ishida (石田 雅人 Ishida Masato?), född 17 april 1983 i Nara prefektur, är en japansk före detta fotbollsspelare.
Ishida började sin karriär 2002 i Yokohama FC. Efter Yokohama FC spelade han för Banditonce Kobe och Nara Club. Han avslutade karriären 2010.